# Выборы в Сенат Чехии (2010)
Выборы в Сенат Чехии 2010 года прошли 15-16 октября (1-й тур) и 22-23 октября (2-й тур). В ходе выборов по мажоритарной избирательной системе в два тура было переизбрано 27 сенаторов из 81.
Во всех 27 избирательных округах были зарегистрированы представители трёх партий — Чешской социал-демократической партии, Гражданской демократической партии и Коммунистической партии Чехии и Моравии. Партия ТОП 09 выставила 26 кандидатов в сенаторы, «Суверенитет» — 23, Дела общественные — 20, ХДС—ЧНП — 19, Партия прав граждан ЗЕМАНОВЦЫ — 18. По списку Рабочей партии социальной справедливости в Сенат избирался лидер запрещённой Рабочей партии Томаш Вандас. Одного кандидата выставит также Пиратская партия. Всего в выборах приняло участие 227 кандидатов. Наибольшая конкуренция была в округе Кутна-Гора, где было зарегистрировано 12 кандидатов. Явка на выборах была низкой — в Праге проголосовало лишь около 20% избирателей.
Одним из последствий выборов стало изменение порядка избрания президента; в 2013 году пройдут всенародные выборы президента (в настоящее президент избирается обеими палатами парламента).

## Избирательные округа
Выборы проходили в 27 избирательных округах по всей стране. Поскольку сенат обновляется лишь на треть, две трети населения Чехии не участвуют в выборах сенаторов.
Выборы проходили в избирательных округах: 1 — Карловы-Вары • 4 — Мост • 7 — Плзень-город • 10 — Чески-Крумлов • 13 — Табор • 16 — Бероун • 19 — Прага 11 • 22 — Прага 10 • 25 — Прага 6 • 28 — Мельник • 31 — Усти-над-Лабем • 34 — Либерец • 37 — Йичин • 40 — Кутна-Гора • 43 — Пардубице • 46 — Усти-над-Орлици • 49 — Бланско • 52 — Йиглава • 55 — Брно-город • 58 — Брно-город • 61 — Оломоуц • 64 — Брунталь • 67 — Нови-Йичин • 70 — Острава-город • 73 — Фридек-Мистек • 76 — Кромержиж • 79 — Годонин

## Результаты
|  | Партия                                                           | Выставлено кандидатов | Прошло во II тур | Избрано | Всего сенаторов | Δ    |
|  | ---------------------------------------------------------------- | --------------------- | ---------------- | ------- | --------------- | ---- |
|  | Чешская социал-демократическая партия                            | 27                    | 22               | 12      | 41              | ▲ 12 |
|  | Гражданская демократическая партия                               | 27                    | 19               | 8       | 25              | ▼ 11 |
|  | ТОП 09                                                           | 26                    | 5                | 2       | 5               | ▼ 4  |
|  | Христианско-демократический союз — Чехословацкая народная партия | 19                    | 3                | 2       | 5               | ▲ 1  |
|  | «Северные чехи» (Severočeši.cz)                                  | 2                     | 2                | 2       | 2               | ▲ 2  |
|  | Дела общественные                                                | 19                    | 1                | 0       | 0               | ▬    |
|  | Коммунистическая партия Чехии и Моравии                          | 27                    | 0                | 0       | 2               | ▼ 1  |
|  | «Независимые»                                                    | 1                     | 1                | 0       | 0               | ▬    |
|  | Беспартийные                                                     | 1                     | 1                | 1       | 1               | ▲ 1  |